# Seventeen Seconds
《Seventeen Seconds》是治疗乐队的第二章录音室专辑，由Fiction Records于1980年4月18日发行，同时也是乐队主唱罗伯特·史密斯与迈克·赫奇斯的首次合作。在原贝斯手迈克尔·邓普西离开后，西蒙·加洛浦和键盘手马修·哈特利成为了乐队的正式成员。专辑中的单曲「A Forest」使乐队首次进入英国单曲排行榜前40名。

## 制作历程
1979年，当乐队的英国巡演结束时，罗伯特·史密斯与贝斯手迈克尔·邓普西的交流已经越来越少。乐队在几场音乐会上演奏了「Play for Today」和「M」的早期版本，但二人在乐队的音乐发展方向上产生了分歧。史密斯称：「我给迈克尔播放了下一张专辑的样本唱片，但他并不喜欢，我认为这是我们决裂的最后一根稻草。他希望我们成为第二个XTC乐队，而我更想要成为第二个苏西与女妖。所以他离开了乐队。」
与苏西与女妖一起弹了两个月的吉他的经历，为史密斯开辟了另一个视野。「它让我思考我们正在做的事情之外的东西。我想组建一个像Steven Severin和Budgie那样，只用贝斯和鼓点演奏，并且有着Siouxsie Sioux般哀嚎的乐队」。 在专辑创作期间，史密斯经常听的唱片有尼克·德雷克的《Five Leaves Left》，吉米·亨德里克斯的《怀特岛郡》，范·莫里森的《Astral Weeks》和大卫·鲍伊的《Low》。
专辑的大部分词曲是由史密斯在他父母家用带有内置录音机的哈蒙德风琴创作的。在专辑制作过程中，the Magazine Spies乐队的贝斯手Simon Gallup和键盘手Matthieu Hartley加入了治疗乐队。
由于预算仅在2000至3000英镑之间，该专辑在七天内即录制并混音完成，乐队成员每天不得不工作16至17小时。史密斯称，因为录制过程中磁带耗尽，专辑中原计划时长更长的曲目「The Final Sound」被缩短至53秒。

## 曲目
| 曲序 | 曲目              | 时长 |
| ---- | ----------------- | ---- |
| 1.   | A Reflection      | 2:12 |
| 2.   | Play for Today    | 3:40 |
| 3.   | Secrets           | 3:20 |
| 4.   | In Your House     | 4:07 |
| 5.   | Three             | 2:36 |
| 6.   | The Final Sound   | 0:52 |
| 7.   | A Forest          | 5:55 |
| 8.   | M                 | 3:04 |
| 9.   | At Night          | 5:54 |
| 10.  | Seventeen Seconds | 4:00 |